# مهدی دبی
مهدی دبی (انگلیسی: Mehdi Dehbi؛ زادهٔ ۵ دسامبر ۱۹۸۵) هنرپیشه و کارگردان اهل بلژیک است.  او در تحت‌تعقیب‌ترین مرد (فیلم) (۲۰۱۴) و
در مسیح (مجموعه تلویزیونی آمریکایی) (۲۰۲۱) که از نتفلیکس پخش شد نقش ایفا کرد.